# Bioherbicide
En agriculture, les bioherbicides sont des agents biologiques visant les plantes. En 1971, un bioherbicide était défini comme une substance destinée à réduire les mauvaises herbes et ne provoquant pas de dégradation de l’environnement (Revue semestrielle de terminologie française, 1971). De nos jours, la définition d’un bioherbicide a évolué. D’après Bailey (2014), les bioherbicides sont des produits d'origine naturelle ayant un pouvoir désherbant.
Ces produits peuvent être soit :
- des micro-organismes ;
- des dérivés d’organismes vivants comprenant entre autres les métabolites naturels que produisent ces organismes au cours de leur croissance et leur développement.

Leur utilisation est souvent critiquée par manque d'efficacité au champ, mais peut largement être combinée à d'autres techniques de gestion de la flore adventice